# Berejivka, Icinea
Berejivka (în ucraineană Бережівка) este o comună în raionul Icinea, regiunea Cernihiv, Ucraina, formată numai din satul de reședință.

## Demografie
Componența lingvistică a comunei Berejivka
     Ucraineană (97,64%)
     Rusă (2,1%)
     Alte limbi (0,13%)
Conform recensământului din 2001, majoritatea populației comunei Berejivka era vorbitoare de ucraineană (97,64%), existând în minoritate și vorbitori de rusă (2,1%).